# Grand Prix San Marino Formuły 1
Grand Prix San Marino − jedna z eliminacji Mistrzostw Świata Formuły 1, nieprzerwanie od sezonu 1981 do sezonu 2006. Tor, na którym była organizowana, położony jest w małej miejscowości Imola we Włoszech, niedaleko Apenin. Wyścig nosił nazwę Grand Prix San Marino, ponieważ w kalendarzu Formuły 1 było już Grand Prix Włoch, a samo San Marino było za małe, aby samodzielnie organizować Grand Prix.

## Historia
Tereny wokół Imoli są siedzibą producentów kilku marek sportowych samochodów – Ferrari, Lamborghini i Maserati. Po II wojnie światowej miasto zapoczątkowało program mający rozruszać miejscową gospodarkę. Czterech lokalnych entuzjastów zaproponowało budowę toru, który miał łączyć istniejące drogi publiczne i umożliwiać lokalnym producentom testowanie swoich samochodów. Budowa rozpoczęła się w marcu 1950 r. Pierwszy przejazd testowy odbył się dwa lata później gdy Enzo Ferrari wysłał na tor samochód.
W kwietniu 1953 r. miał tam miejsce pierwszy wyścig motocyklowy, a pierwszy wyścig samochodowy odbył się w czerwcu 1954 r. Pierwszy wyścig z udziałem samochodów Formuły 1 miał miejsce w kwietniu 1963, był to wyścig nie zaliczany do mistrzostw. Wygrał wtedy Jim Clark w samochodzie Lotus. Następny tego typu wyścig w 1979 r. wygrał Niki Lauda dla stajni Brabham-Alfa Romeo.
Podczas wyścigu w sezonie 1994 zdarzyły się trzy poważne wypadki. Podczas piątkowych treningów Rubens Barrichello wylądował na bandzie, zwalniając z 290 km/h do 0 km/h w ciągu milisekund. Przez kilka minut był nieprzytomny. Podczas kwalifikacji zginął Roland Ratzenberger, a w wyścigu trzykrotny mistrz świata Ayrton Senna (zob. Grand Prix San Marino 1994). Wydarzenia te spowodowały modyfikację toru, np. zakrętu Villeneuve, na którym doszło do śmiertelnego wypadku Ratzenbergera, czy zakrętu Tamburello, na którym zginął Senna. 

## Tor
Wyścig odbywał się od samego początku na torze Autodromo Enzo e Dino Ferrari (znanym także jako Imola). Na obiekcie, który początkowo nosił krótszą nazwę Autodromo Dino Ferrari (nazwę wydłużono po śmierci Enzo Ferrariego), w sezonie 1980 odbyło się także 51. Grand Prix Włoch.

## Zwycięzcy Grand Prix San Marino
| Sezon | Kierowca              | Konstruktor       | Tor   |        |
| ----- | --------------------- | ----------------- | ----- | ------ |
| 1981  | Nelson Piquet         | Brabham           | Imola | Wyniki |
| 1982  | Didier Pironi         | Ferrari           | Imola | Wyniki |
| 1983  | Patrick Tambay        | Ferrari           | Imola | Wyniki |
| 1984  | Alain Prost           | McLaren-TAG       | Imola | Wyniki |
| 1985  | Elio de Angelis       | Lotus-Renault     | Imola | Wyniki |
| 1986  | Alain Prost           | McLaren-TAG       | Imola | Wyniki |
| 1987  | Nigel Mansell         | Williams-Honda    | Imola | Wyniki |
| 1988  | Ayrton Senna          | McLaren-Honda     | Imola | Wyniki |
| 1989  | Ayrton Senna          | McLaren-Honda     | Imola | Wyniki |
| 1990  | Riccardo Patrese      | Williams-Renault  | Imola | Wyniki |
| 1991  | Ayrton Senna          | McLaren-Honda     | Imola | Wyniki |
| 1992  | Nigel Mansell         | Williams-Renault  | Imola | Wyniki |
| 1993  | Alain Prost           | Williams-Renault  | Imola | Wyniki |
| 1994  | Michael Schumacher    | Benetton-Cosworth | Imola | Wyniki |
| 1995  | Damon Hill            | Williams-Renault  | Imola | Wyniki |
| 1996  | Damon Hill            | Williams-Renault  | Imola | Wyniki |
| 1997  | Heinz-Harald Frentzen | Williams-Renault  | Imola | Wyniki |
| 1998  | David Coulthard       | McLaren-Mercedes  | Imola | Wyniki |
| 1999  | Michael Schumacher    | Ferrari           | Imola | Wyniki |
| 2000  | Michael Schumacher    | Ferrari           | Imola | Wyniki |
| 2001  | Ralf Schumacher       | Williams-BMW      | Imola | Wyniki |
| 2002  | Michael Schumacher    | Ferrari           | Imola | Wyniki |
| 2003  | Michael Schumacher    | Ferrari           | Imola | Wyniki |
| 2004  | Michael Schumacher    | Ferrari           | Imola | Wyniki |
| 2005  | Fernando Alonso       | Renault           | Imola | Wyniki |
| 2006  | Michael Schumacher    | Ferrari           | Imola | Wyniki |
| Sezon | Kierowca              | Konstruktor       | Tor   |        |

Liczba zwycięstw (kierowcy):
- 7 – Michael Schumacher
- 3 – Alain Prost, Ayrton Senna
- 2 – Damon Hill, Nigel Mansell
- 1 – Fernando Alonso, Elio de Angelis, David Coulthard, Heinz-Harald Frentzen, Riccardo Patrese, Didier Pironi, Nelson Piquet, Ralf Schumacher, Patrick Tambay

Liczba zwycięstw (konstruktorzy):
- 8 – Ferrari, Williams
- 6 – McLaren
- 1 – Benetton, Brabham, Lotus, Renault